# Het Hek van de Dam (Radio 1)
Het Hek van de Dam was een Nederlands radioprogramma. Het werd op de zondagavond van 22.00 tot 23.00 uitgezonden op Radio 1. De presentatie was in handen van oud-hockeyer Tom van 't Hek. Het programmaformat was hetzelfde als dat van NOS Langs de Lijn dat doordeweeks te beluisteren is op Radio 1. Per 3 september 2006 is het programma vervangen door Langs de Lijn dat nu zeven dagen per week op dit tijdstip te horen is, onder dezelfde titel. Tom van 't Hek was lang presentator van de gezamenlijke lange zondagmiddaguitzending van Langs de Lijn en het Radio 1 Journaal. Sinds 2018 is hij als invaller terug bij Langs de Lijn.

## Meer informatie
- http://zoeken.beeldengeluid.nl/internet/index.aspx?chapterid=1164&filterid=974&contentid=7&searchID=2008634&columnorderid=-1&orderby=1&itemsOnPage=10&defsortcol=12&defsortby=2&pvname=personen&pis=expressies;selecties&startrow=1&resultitemid=6&nrofresults=26&verityID=/16680/16763/16719/529160@expressies